# Walter Greene
Walter Greene (* 23. Januar 1910 in Tarkio, Missouri; † 23. Dezember 1983 in Victorville, Kalifornien) war ein US-amerikanischer Film- und Fernsehkomponist, der 1946 für einen Oscar nominiert war.

## Biografie
Greene arbeitete anfangs seiner Karriere als Arrangeur für große Bands (Freddy Martin, Horace Heidt, Xavier Cugat, Harry James und weitere). Er arrangierte, orchestrierte, komponierte und dirigierte Musik fürs Radio, für Platten, Live-Konzerte, Musicals und Werbespots. Bei der unter der Regie von George Cukor 1941 erschienenen Romanze Die Frau mit den zwei Gesichtern mit Greta Garbo und Melvyn Douglas war er einer von drei Komponisten in der Musikabteilung.
1946 erhielt Greene eine Oscar-Nominierung in der Kategorie „Beste Filmmusik (Musical)“ für das Filmdrama Why Girls Leave Home mit Lola Lane und Sheldon Leonard in den Hauptrollen. Die Trophäe ging jedoch an George E. Stoll und die Filmkomödie Urlaub in Hollywood.
Greene schrieb in der Folgezeit auch Kompositionen für Filme wie den Western Jesse James’ Women (1954), den Film noir Teenage Doll (1957), den Horrorfilm Die Augen des Satans (The Brain from Planet Arous) (1957), die Sci-Fi-Horrorfilme Teenage Monster (1958) und Planet der toten Seelen (War of the Satellites) (1958) und das Actiondrama Thunder in Carolina (1960). Zur Musik für den Film Die Augen des Satans schrieb Clifford A. Pickover, die Musik lasse einen nicht los und erinnere an den hervorragenden Soundtrack für die ursprüngliche Fernsehserie The Outer Limits. Tatsächlich scheine der Gehirnplanet Arous unvollständig und leblos ohne die Musik zu sein, die die Spannung erhöhe und die Empfindungen des fremden Gehirns widerspiegele. Ross Care sprach von einer „großen Filmmusik“ sowohl bei Die Augen des Satans als auch bei Teenage Monster.
Am besten bekannt ist der Komponist jedoch für seine für United-Artists-Produktionen komponierte Musik, wie beispielsweise für die Gene Autry Show, die Western-Fernsehserie The Range Rider und insbesondere die Fernsehserien Der rosarote Panther, Der Inspektor und Misterjaw, animierte Kurzfilme, die in den 1960er- und 1970er-Jahren entstanden, wobei er teils den 1971 verstorbenen William Lava ersetzte. Greene schrieb verschiedene Variationen des berühmten von Henry Mancini komponierten Pink-Panther-Leitmotivs. Er schuf außerdem die Musik für sechs Looney Tunes, eine Trickfilmserie von Warner Bros. Im Jahr 1960 war Greene als Musikeditor und Komponist Mitglied des Musikteams für den in Koproduktion mit Polen entstandenen Science-Fiction-Film der DEFA Der schweigende Stern, Titel in der Bundesrepublik Deutschland Raumschiff Venus antwortet nicht. Bekannt ist er außerdem für seine Musik zu den in den USA 1966 ausgestrahlten Folgen der Fernsehserie Tarzan. In den darauffolgenden Jahren war der Komponist ganz überwiegend im Bereich Kurzfilme tätig, sein letzter gelisteter Film ist die animierte Kurzfilm-Komödie To Catch a Halibut von 1978.

## Filmografie (Auswahl)
| - 1941: Die Frau mit den zwei Gesichtern (Two-Faced Woman) - 1944: Abenteuer im Harem (Lost in a Harem) - 1945: Crime, Inc. - 1945: The Phantom of 42nd Street - 1945: Why Girls Leave Home - 1945: Danny Boy - 1946: Queen of Burlesque - 1947: Cowboy Serenade (Black Hills) - 1947: Fuzzy sieht Gespenster (Pioneer Justice) - Fuzzy räumt auf (Ghost Town Renegdes) - Fuzzys Abenteuer (Stage to Mesa City) - Fuzzy gegen Tod und Teufel (Return of the Lash) - Fuzzy rechnet ab (The Fighting Vigilantes) - Fuzzy der Teufelskerl (Cheyenne Takes Over) - 1948: Lassy La Roc, der Mann mit der Peitsche – - 2. Teil: Gesetzloses Land (Frontier Revenge) - 4. Teil: Von Banditen befreit (Dead Man’s Gold) - 1949: Hände hoch, Old Boy! (Red Desert) - 1949: Der Geisterschütze (Rimfire) - 1949: Lassy La Roc, der Mann mit der Peitsche – - 3. Teil: Der Rächer von Mexico (Son of Billy the Kid) - 1949: Rache im Ring (Ringside) - 1950: Gauner, Gangster, schöne Mädchen (The Daltons’ Women) - 1950: Banditenjäger (Crooked River) - 1950: Der Marschall von Santa Fe (The Dalton Gang) - 1950: Harte Männer aus Wildwest (Hostile Country) - 1950–1955: The Gene Autry Show (Fernsehserie, 73 Folgen) - 1951: Kampf um die Silbermine (The Black Lash) - 1951: Mit Peitsche und Pistole (The Vanishing Outpost) - 1951–1953: The Range Rider (Fernsehserie, 36 Folgen) - 1952: Die Todespeitsche (The Frontier Pantom) - 1952: Tolle Texasgirls (Outlaw Woman) - 1954: Jesse James’ Women | - 1956: Todespfeil am Mississippi (Frontier Woman) - 1956: Naked Gun - 1957: Teenage Doll - 1957: Die Augen des Satans (The Brain from Planet Arous) - 1958: Teenage Monster - 1958: Planet der toten Seelen (War of the Satellites) - 1960: Thunder in Carolina - 1960: Der schweigende Stern - 1961: The Continental Twist - 1963: Pesky Pelican - 1964: Ski-napper (Kurzfilm) - 1965: Three Little Woodpeckers (Kurzfilm) - 1966/1967: Tarzan (Fernsehserie, 22 Folgen) - 1966: A Taste of Catnip (Kurzfilm) - 1966: Verhängnisvolle Fracht (The Navy vs. the Night Monsters) - 1967: Secret Agent Woody Woodpecker - 1968: Pinkcome Tax (Kurzfilm) - 1969: Der rosarote Panther (Fernsehserie) - 1970: All Hams on Deck (Kurzfilm) - 1971: Tarzan and the Perils of Charity Jones - 1972: Gold Diggin’ Woodpecker (Kurzfilm) - 1972: Bye, Bye, Blackboard (Kurzfilm) - 1974: Trail of the Lonesome Pink (Kurzfilm) - 1975: The Scarlet Pinkernel (Kurzfilm) - 1976: Rocky Pink (Kurzfilm) - 1977: Therapeutic Pink (Kurzfilm) - 1978: To Catch a Halibut (Kurzfilm) |

## Auszeichnungen
- 1946: Oscarnominierung in der Kategorie „Beste Filmmusik“ für das Filmdrama Why Girls Leave Home